# Luis Hidalgo Okimura
Luis Guillermo Hidalgo Okimura (Puerto Maldonado; 14 de agosto de 1953) es un médico cirujano y político peruano. Fue gobernador regional de Madre de Dios para el periodo 2019-2022.

## Biografía
Nació en Puerto Maldonado, Perú, el 14 de agosto de 1953, hijo de Juan Hidalgo Paredes y Lidia Okimura Sajami. Cursó sus estudios primarios en su localidad natal y los secundarios en el Colegio Salesiano Don Bosco de El Callao. Entre 1970 y 1981 cursó estudios superiores de medicina Humana en la Facultad de Medicina de San Fernando de la Universidad Nacional Mayor de San Marcos. Asimismo cursó un postgrado en cirugía general en la misma casa de estudios. Laboró como director general del Ministerio de Salud - Hospital Santa Rosa- Puerto Maldonado (1986). En el Instituto Peruano de Seguridad Social fue gerente departamental (1986-1988) y médico cirujano (1992-1996). También fue médico cirujano en la Secretaría de Estado de Salud del Estado de Acre - Brasil desde 1996.
Su primera participación política se dio en las elecciones municipales de 1983 en las que fue elegido como regidor de la provincia de Tambopata. Luego intentó sin éxito su elección como congresita en las elecciones generales de 1995 y como presidente regional de Madre de Dios en las elecciones regionales del 2014. En las elecciones regionales de 2018 participó por Alianza para el Progreso donde obtuvo en primera vuelta el 21.38% de los votos válidos, disputó una segunda vuelta con el candidato Juan Imura de Fuerza por Madre de Dios. En la segunda vuelta fue elegido gobernador regional de Madre de Dios con el 59.45% de los votos.
En febrero de 2022 fue reemplazado por Herlens Jefferson Gonzales Enoki.

## CasoLos hostiles de la Amazonía
En 2022 el Tercer Juzgado de Investigación Preparatoria de Tambopata ordenó 36 meses de prisión preventiva en el caso Los hostiles de la Amazonía, una organización de tráfico ilícito de madera en que supuestamente lideró. Su sentencia de colusión agravada, tráfico de influencias y cohecho fue apelada pero no concedida por el juzgado.